# (2141) Симферополь
(2141) Симферополь (укр. Сімферополь) — небольшой астероид главного пояса, который был открыт 30 августа 1970 года советским астрономом Тамарой Смирновой в обсерватории Крыма и назван в честь города Симферополь.

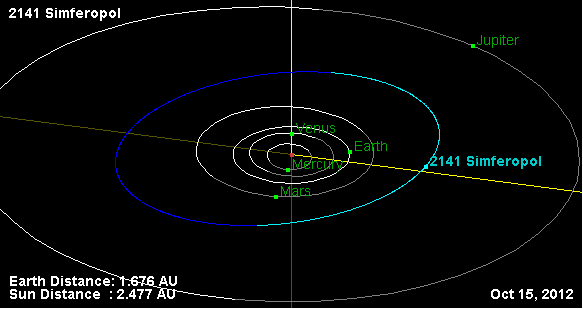
Орбита астероида Симферополь и его положение в Солнечной системе